# Canton de Besançon-5
Le canton de Besançon-5 est une circonscription électorale française du département du Doubs créée par le décret du 25 février 2014 et entrée en vigueur lors des élections départementales de 2015.

## Histoire
Un nouveau découpage territorial du Doubs entre en vigueur à l'occasion des élections départementales de mars 2015, défini par le décret du 25 février 2014, en application des lois du 17 mai 2013 (loi organique 2013-402 et loi 2013-403). Les conseillers départementaux sont, à compter de ces élections, élus au scrutin majoritaire binominal mixte. Les électeurs de chaque canton élisent au Conseil départemental, nouvelle appellation du Conseil général, deux membres de sexe différent, qui se présentent en binôme de candidats. Les conseillers départementaux sont élus pour 6 ans au scrutin binominal majoritaire à deux tours, l'accès au second tour nécessitant 12,5 % des inscrits au 1er tour. En outre la totalité des conseillers départementaux est renouvelée. Ce nouveau mode de scrutin nécessite un redécoupage des cantons dont le nombre est divisé par deux avec arrondi à l'unité impaire supérieure si ce nombre n'est pas entier impair, assorti de conditions de seuils minimaux. Dans le Doubs, le nombre de cantons passe ainsi de 35 à 19.
Le canton de Besançon-5 est formé de communes des anciens cantons de Marchaux (5 communes), de Besançon-Sud (9 communes) et de Roulans (2 communes). Le canton est entièrement inclus dans l'arrondissement de Besançon. Le bureau centralisateur est situé à Besançon.

## Représentation
| Période élective | Période élective | Mandat | Mandat   | Identité         | Nuance | Nuance | Qualité                                                                                                   |
| ---------------- | ---------------- | ------ | -------- | ---------------- | ------ | ------ | --- |
| 2015             | 2021             | 2015   | 2021     | Catherine Cuinet |        | DVD    | Infirmière retraitée - Maire de La Vèze (2014-2020)                                                       |
| 2015             | 2021             | 2015   | 2021     | Ludovic Fagaut   |        | LR     | Principal de collège Vice-Président du Conseil départemental Conseiller municipal de Besançon depuis 2020 |
| 2021             | 2028             | 2021   | en cours | Ludovic Fagaut   |        | LR     | Conseiller sortant                                                                                        |
| 2021             | 2028             | 2021   | en cours | Valérie Maillard |        | DVD    | Maire de Vaire                                                                                            |

### Résultats détaillés

#### Élections de mars 2015
À l'issue du 1er tour des élections départementales de 2015, deux binômes sont en ballottage : Catherine Cuinet et Ludovic Fagaut (Union de la Droite, 32,51 %) et Yves-Michel Dahoui et Michèle De Wilde (PS, 32,43 %). Le taux de participation est de 53,91 % (9 923 votants sur 18 408 inscrits) contre 52,68 % au niveau départemental et 50,17 % au niveau national.
Au second tour, Catherine Cuinet et Ludovic Fagaut (Union de la Droite) sont élus avec 52,7 % des suffrages exprimés et un taux de participation de 52,75 % (4 649 voix pour 9 710 votants et 18 407 inscrits).

#### Élections de juin 2021
Le premier tour des élections départementales de 2021 est marqué par un très faible taux de participation (33,26 % au niveau national). Dans le canton de Besançon-5, ce taux de participation est de 40,19 % (7 517 votants sur 18 704 inscrits) contre 34,1 % au niveau départemental. À l'issue de ce premier tour, deux binômes sont en ballottage : Ludovic Fagaut et Valérie Maillard (LR, 35,7 %) et Bruno Aebischer et Tilale El Yousfi (binôme écologiste, 34,52 %).
Le second tour des élections est marqué une nouvelle fois par une abstention massive équivalente au premier tour. Les taux de participation sont de 34,3 % au niveau national, 35,83 % dans le département et 43,18 % dans le canton de Besançon-5. Ludovic Fagaut et Valérie Maillard (LR) sont élus avec 55,87 % des suffrages exprimés (4 260 voix pour 8 044 votants et 18 628 inscrits),,.

## Composition
| Nom                              | Code Insee | Intercommunalité            | Superficie (km2) | Population (dernière pop. légale)                 | Densité (hab./km2) | Modifier                                    |
| -------------------------------- | ---------- | --------------------------- | ---------------- | ------------------------------------------------- | ------------------ | ------------------------------------------- |
| Besançon (bureau centralisateur) | 25056      | CU Grand Besançon Métropole | 65,05            | Fraction : 10 796 (2022) Commune : 120 057 (2022) | 1 846              | modifier les données · modifier les données |
| Amagney                          | 25014      | CU Grand Besançon Métropole | 13,13            | 937 (2022)                                        | 71                 | modifier les données · modifier les données |
| La Chevillotte                   | 25152      | CU Grand Besançon Métropole | 7,68             | 143 (2022)                                        | 19                 | modifier les données · modifier les données |
| Deluz                            | 25197      | CU Grand Besançon Métropole | 8,03             | 627 (2022)                                        | 78                 | modifier les données · modifier les données |
| Fontain                          | 25245      | CU Grand Besançon Métropole | 21,25            | 1 200 (2022)                                      | 56                 | modifier les données · modifier les données |
| Gennes                           | 25267      | CU Grand Besançon Métropole | 7,18             | 676 (2022)                                        | 94                 | modifier les données · modifier les données |
| Mamirolle                        | 25364      | CU Grand Besançon Métropole | 14,46            | 1 974 (2022)                                      | 137                | modifier les données · modifier les données |
| Montfaucon                       | 25395      | CU Grand Besançon Métropole | 7,25             | 1 608 (2022)                                      | 222                | modifier les données · modifier les données |
| Morre                            | 25410      | CU Grand Besançon Métropole | 5,27             | 1 321 (2022)                                      | 251                | modifier les données · modifier les données |
| Nancray                          | 25418      | CU Grand Besançon Métropole | 16,48            | 1 300 (2022)                                      | 79                 | modifier les données · modifier les données |
| Novillars                        | 25429      | CU Grand Besançon Métropole | 2,02             | 1 345 (2022)                                      | 666                | modifier les données · modifier les données |
| Roche-lez-Beaupré                | 25495      | CU Grand Besançon Métropole | 5,63             | 2 185 (2022)                                      | 388                | modifier les données · modifier les données |
| Saône                            | 25532      | CU Grand Besançon Métropole | 20,55            | 3 142 (2022)                                      | 153                | modifier les données · modifier les données |
| Vaire                            | 25575      | CU Grand Besançon Métropole | 14,04            | 805 (2022)                                        | 57                 | modifier les données · modifier les données |
| La Vèze                          | 25611      | CU Grand Besançon Métropole | 5,27             | 495 (2022)                                        | 94                 | modifier les données · modifier les données |
| Canton de Besançon-5             | 2508       |                             |                  | 28 554 (2022)                                     |                    | modifier les données                        |

Le canton de Besançon-5 comprend à sa création :
1. seize communes entières,
2. la partie de la commune de Besançon non incluse dans les cantons de Besançon-1, Besançon-2, Besançon-3, Besançon-4 et Besançon-6.

À la suite de la fusion des communes de Vaire-Arcier et de Vaire-le-Petit, le 1er juin 2016, pour former la commune nouvelle de Vaire, le canton comprend quinze communes et une fraction de commune. Ce changement est acté par un arrêté du 7 novembre 2019.

## Démographie
En 2022, le canton comptait 28 554 habitants, en évolution de +1,19 % par rapport à 2016 (Doubs : +1,88 %, France hors Mayotte : +2,11 %).
| 2013   | 2018   | 2022   |
| ------ | ------ | ------ |
| 28 721 | 28 759 | 28 554 |